# 岩井半四郎 (4代目)

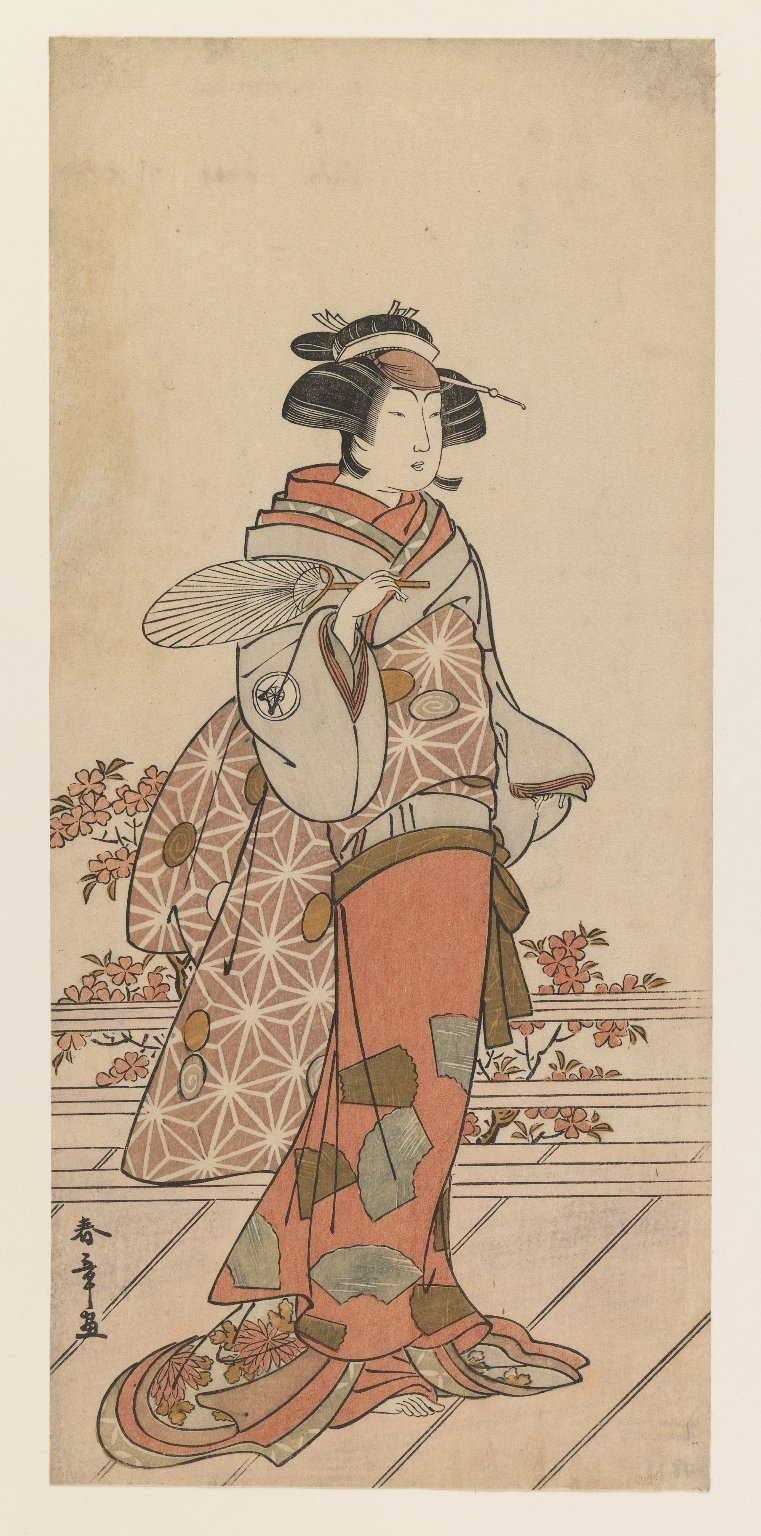
勝川春章画。袖にある紋などから描かれているのは四代目岩井半四郎と見られるが、演目名・役名については不明。

四代目 岩井半四郎（よだいめ いわい はんしろう、延享4年〈1747年〉 - 寛政12年3月29日〈1800年4月22日〉）とは、江戸時代中期の歌舞伎役者。江戸を中心に活躍し、女形の家としての岩井家の基礎を築いた。俳号は杜若、屋号ははじめ雑司ヶ谷屋、のちに大和屋。

## 来歴
江戸の人形遣い辰松重三郎の子。二代目松本幸四郎の門人となり、宝暦4年（1754年）11月の中村座で松本長松を名乗り七歳で初舞台を踏む。その後二代目幸四郎は四代目市川團十郎を襲名、長松は宝暦12年（1762年）に師匠の前名である松本七蔵を二代目として襲名する。四代目團十郎にとっては女形の弟子は七蔵だけだった。
当時上方には初代半四郎の孫娘がいたが、この女性は初代中村富十郎の妻であった。三代目半四郎が死去したのち、富十郎は半四郎の名跡が絶えるのを惜しみ、自分が養子にしていた弟子の岩井半之助に半四郎の名を明和元年（1764年）、上方で継がせた。ところが三代目半四郎にはおまつという娘がいて、これが四代目團十郎の妻となっていた。團十郎とおまつは弟子の七蔵に半四郎の名を継がせたいと望んだ。その結果明和2年（1765年）11月、七蔵は岩井家の養子となって四代目岩井半四郎を中村座で襲名、富十郎の養子である半四郎は中村新五郎と改名した。「岩井半四郎」はもとは立役の名跡であったが、四代目からは江戸歌舞伎の女形として基礎を築き、以後五代目、六代目、七代目へと続いた。
女形でありながら気性の荒いところがあったともいわれるが、風貌は丸顔で愛嬌があり「お多福半四郎」と呼ばれ、他にも「白金の太夫」「目黒の太夫」などの愛称があった。生世話を得意とし、特にその中の三日月お仙は当り役となり、これは五代目半四郎にも受け継がれ演じられている。また舞踊にも優れ、長唄の所作事『手習子』を初演し今に残る。江戸を代表する女形として高い人気を誇り、三代目瀬川菊之丞と「女方の双璧」と並び称された。